# Borne milliaire d'Uchaud

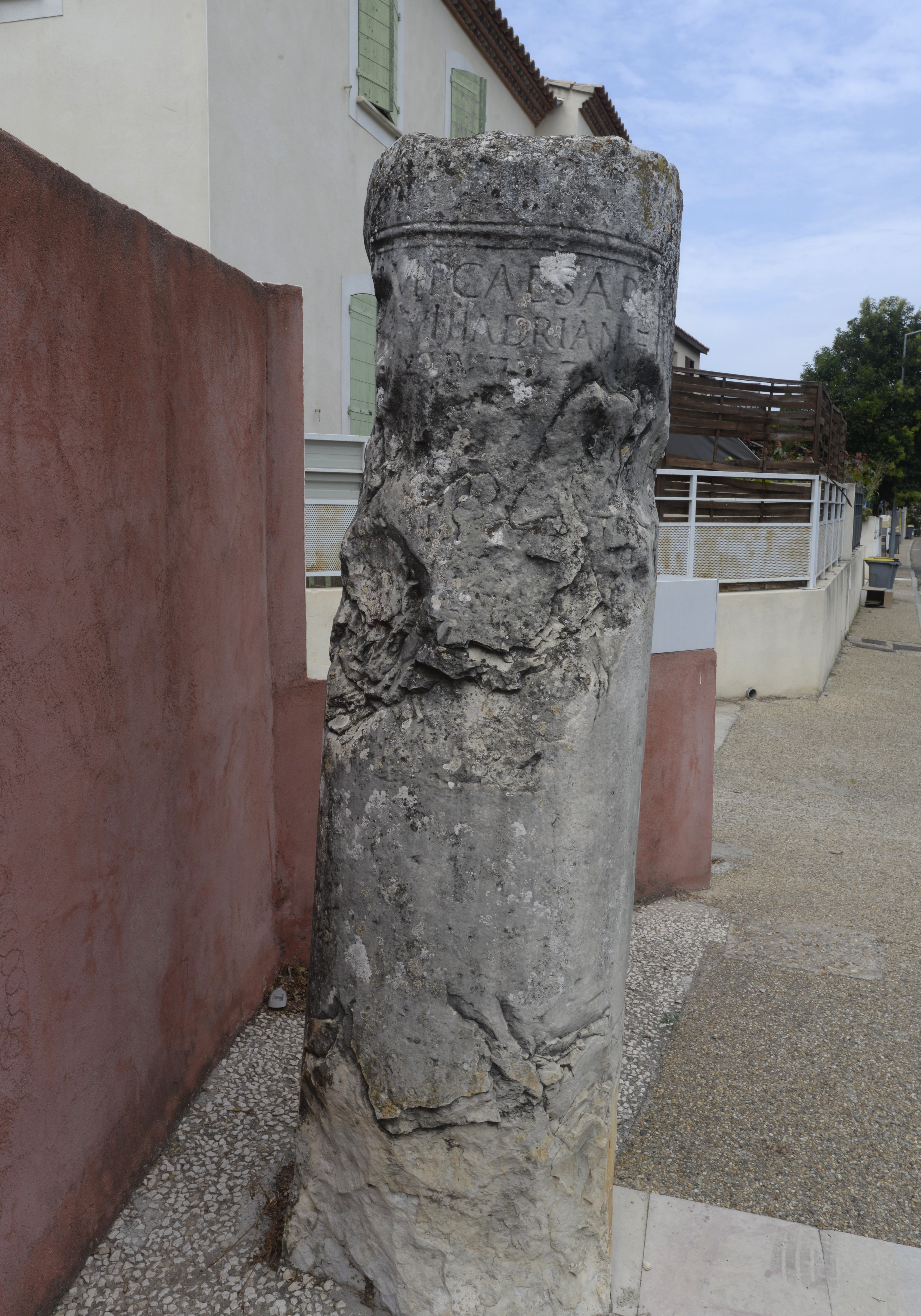
Colonne milliaire, Uchaud

La borne milliaire d'Uchaud, dite aussi colonne milliaire d'Antonin le Pieux, est une borne milliaire romaine du IIe siècle, située à Uchaud, dans le Gard (France).

## Description
La borne porte une inscription latine qui la date d'une restauration de la voie opérée sous le quatrième consulat d'Antonin le Pieux, soit en 145 après J-C..

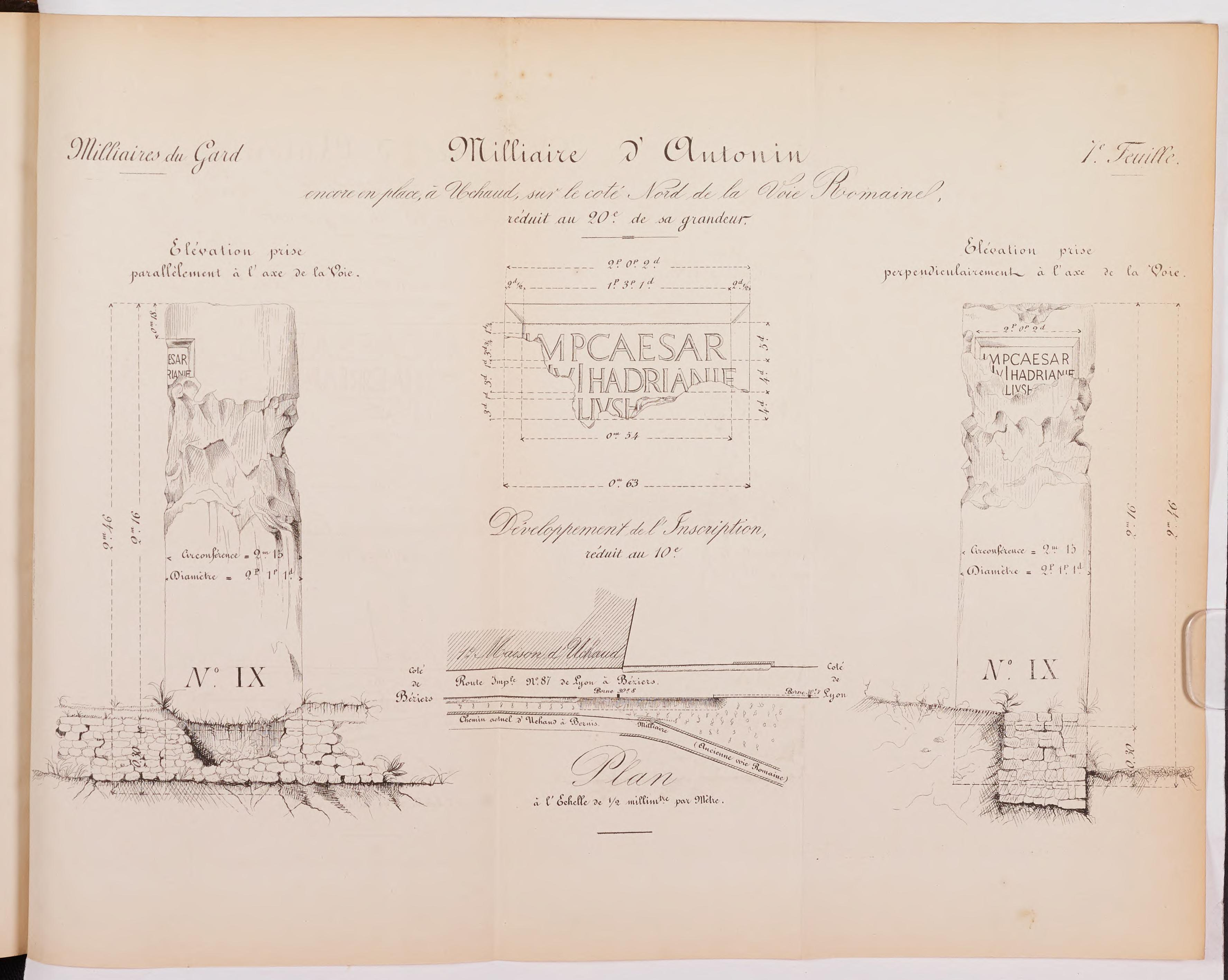
Feuille 7 d'Auguste Aurès, 1877.

## Localisation
La borne est située sur la commune d'Uchaud, au bord nord de la voie Domitienne, au croisement du chemin venant de Bernis, la RD 107, et de la route de Nîmes à Narbonne.

### Les deux autres milliaires
Deux autres milliaires provenant du territoire d'Uchaud sont signalés par la Carte archéologique (CAG-30-3, p. 712 et CAG-30-2, p. 241). 
- L'un, daté de Claude (CIL 17-02, 00254), a été déplacé à Bernis avant 1877. Sur les 5 fragments décrits en 1853 comme servant de surface de battage du linge au Puits Communal, sur les trois fragments vus par Auguste Aurès en 1877, il n'en reste que deux actuellement, scellés au milieu du petit square face à la vieille école municipale (au carrefour de la rue St-Léonard et de la route de Camargue[3]).
- Le second, anépigraphe ou sans inscription, sauf la trace d'un dernier chiffre ([VIII]I ? il indiquerait neuf milles), daterait aussi d'Antonin le Pieux (CIL 17-02, 00258). Trouvé dans le cimetière d'Uchaud, comme support de croix, il est conservé au musée archéologique de Nîmes depuis 1850[4].

.

## Historique
La borne est classée au titre des monuments historiques en 1912.